# Dictyosoma burgeri
Dictyosoma burgeri är en fiskart som beskrevs av Van der Hoeven, 1855. Dictyosoma burgeri ingår i släktet Dictyosoma och familjen taggryggade fiskar. Inga underarter finns listade i Catalogue of Life.